# Ясеновое (Полтавская область)
Ясеновое (укр. Ясенове) — село,
Шиловский сельский совет,
Зеньковский район,
Полтавская область,
Украина.
Население по данным 1984 года составляло 10 человек.
Село ликвидировано в 1988 году .

## Географическое положение
Село Ясеновое находится на расстоянии в 1 км от села Стрелевщина.
Через село проходит автомобильная дорога Т-1706.

## История
- 1988 — село ликвидировано [1].
- В 1941 хутор Могильный[2]
- В 1911 году на хуторе Могильного жило 30 человек (14 Мужского и 16 женского пола)[3]